# 大小写敏感性
在计算机编程语言裏，大小写敏感性（英語：case sensitivity）是指使用大写字母、小写字母造成不同效果的情况。可能受到大小写影响的情况有用户名、档案名称、密码、标签、变量名称以及在指定的文本中搜索关键词等。
一些编程语言是大小写敏感的，例如Java、C++、C♯、C语言、Ruby以及XML。其他的编程语言则并不是大小写敏感的，例如大多数BASIC（除了BBC BASIC）、Fortran、SQL和Pascal。同时，在Haskell、Prolog和Go这些语言，大写字母的标识符可以进行形式语义学的编码。